# Copromorpha
Copromorpha is een geslacht van vlinders van de familie Copromorphidae, uit de onderfamilie Millieriinae.

## Soorten
- C. aeruginea Meyrick, 1917
- C. alixella Legrand, 1965
- C. bryanthes Meyrick, 1926
- C. cryptochlora Meyrick, 1930
- C. dialithoma Diakonoff, 1967
- C. efflorescens Meyrick, 1906
- C. fossilis Jarzembowski, 1980
- C. gypsota Meyrick, 1886
- C. hyphantria Diakonoff, 1984
- C. lichenitis (Turner, 1916)
- C. lignisquama Diakonoff, 1954
- C. macrolepis Diakonoff, 1959
- C. mesobactris Meyrick, 1930
- C. metallistis Meyrick, 1906
- C. mistharnis Diakonoff, 1968
- C. myrmecias Meyrick, 1930
- C. narcodes Meyrick, 1916
- C. nesographa Meyrick, 1926
- C. orthidias Meyrick, 1927
- C. phaeosticta (Turner, 1916)
- C. phytochroa Diakonoff, 1953
- C. pleurophanes Meyrick, 1905
- C. prasinochroa Meyrick, 1906
- C. pyrrhoscia Meyrick, 1935
- C. roepkei Diakonoff, 1953
- C. smaragdarcha Diakonoff, 1967
- C. tetrarcha Meyrick, 1916
- C. thrombota Meyrick, 1916